# Pfleger
Pfleger je priimek več oseb:
- Anton Pfleger vitez Wertenau, slovenski pravnik
- Helmut Pfleger, nemški šahovski velemojster
- Michael Pfleger, ameriški rimskokatoliški duhovnik